# 布朗車隊
布朗GP一級方程式車隊（英語：Brawn GP Formula One Team）是一支一級方程式賽車參賽車隊，由前本田車隊經理羅斯·布朗（也曾擔任過法拉利車隊技術總監）以一英鎊購買本田車隊後改名，於2009年3月6日成立。2009年11月起由于梅賽德斯-奔驰的收购变更为梅赛德斯大奖赛车队。

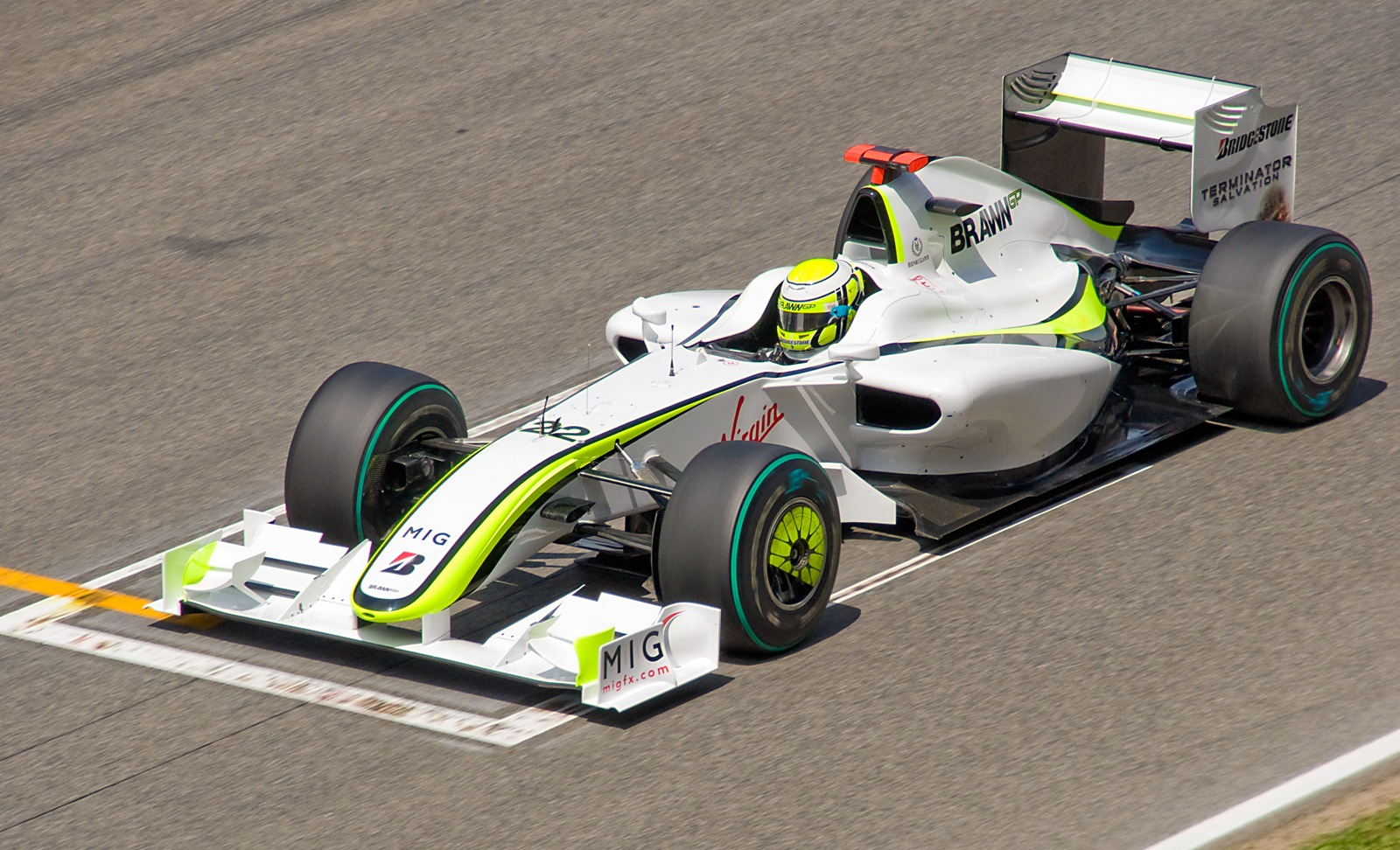
简森·巴顿在2009年西班牙大奖赛

車手陣容保留了此前本田车队的阵容，由英国车手詹森·巴頓搭档巴西老将魯本斯·巴里切羅。
該隊使用梅塞德斯引擎，普利司通輪胎。
由於布朗F1車隊屬於新成軍車隊，因此必須列在最後順位，FIA於是將印度力量車隊兩位車手的編號往前移到原本預留給本田車隊的18、19號位置，而布朗GP車隊則為20、21號。
不過印度力量車隊向FIA投訴表示賽季前已經依據原本的號碼完成各項銷售商品與廣告的準備，因此FIA同意恢復印度力量車隊為20、21號，布朗F1車隊遞延為22、23號。
2009年賽季，布朗車隊在巴西站提前拿下2009年的車隊總冠軍，創下新成軍第一年就拿下冠軍的首例，首席車手詹森·巴頓也在巴西站提前拿下車手總冠軍。
2009年11月17日賓士集團宣布收購布朗GP車隊75.1%的股份。新车队更名为梅赛德斯大奖赛车队（英語：Mercedes GP Petronas F1 Team）。从此作为“布朗GP”这个名称在参赛第一赛季便得到双冠之后退出历史舞台。但罗斯·布朗仍将担任车队的主席职务，直至2013年賽季結束。

## 贊助商
- 亨利·洛伊德（Henri Lloyd）
- 維珍集團，以維珍銀河（Virgin Galactic）名義贊助
- MIG投資（MIG Investments）
- 雷朋（Ray-Ban）

## F1賽季成績
(賽果底色示意列表)

P – 桿位

F – 最快圈速

* – 賽季進行中 

† –  車手未完成賽事，但已完成90%的原定賽程，因而有排名 

‡ –  由於未完成預定距離的75％，因此該場比賽只能獲得一半積分 

### 2000年代
| 2009   | BGP 001 | 梅賽德斯 FO 108W 2.4 V8 | B |                 | 澳 | 馬‡  | 中 | 巴林 | 西 | 摩 | 土  | 英 | 德 | 匈 | 歐 | 比  |   | 新 | 日 | 巴西 | 阿 | 172 | 第1 |
| 2009   | BGP 001 | 梅賽德斯 FO 108W 2.4 V8 | B | 简森·巴頓       | 1P | 1PF‡ | 3  | 1    | 1P | 1P | 1F  | 6  | 5  | 7  | 7  | Ret | 2 | 5  | 8  | 5    | 3  | 172 | 第1 |
| 2009   | BGP 001 | 梅賽德斯 FO 108W 2.4 V8 | B | 魯本斯·巴里切羅 | 2  | 5‡   | 4F | 5    | 2F | 2  | Ret | 3  | 6  | 10 | 1  | 7   | 1 | 6  | 7  | 8P   | 4  | 172 | 第1 |
| 來源： |         |                         |   |                 |    |      |    |      |    |    |     |    |    |    |    |     |   |    |    |      |    |     |     |